# Operace Plumbat
Operace Plumbat byla v roce 1968 izraelská tajná operace, jejímž úkolem bylo získat yellowcake (zpracovaná uranová ruda) pro potřeby programu atomových zbraní.
Francie přestala po šestidenní válce zásobovat Izrael uranem. Rok nato Mosad nelegálně přepravil lodí z Amsterdamu 200 tun yellowcakeu. Tato operace byla nazvána Plumbat, podle krycího nápisu olovo (latinsky Plumbum) na barelech.